# 离散选择法
离散选择法（Discrete choice approach，缩写DCA，也作Discrete choice model，即“离散选择模型”）属于多重变量分析的方法之一，是社会学、生物统计学、数量心理学、市场营销等统计实证分析的常用方法。

## 目标
离散选择法的目标是通过（特定个体的或者特定类别的）协变量解释所观察到的在离散对象中进行的抉择。

## 应用领域举例
- 与一组实行安慰剂治疗的对照组（Control group）进行比较，看治疗方法是否成功
- 解释妇女的工作行为
- 选择某一专业学习
- 在一揽子商品中对某一商品的购买决策
- 情景条件下的市场份额建模
- 根据“回忆者”（表现出来）的特征衡量广告活动的成功
- 解释顾客价值概念（分类模型）
- 顾客满意度研究（分类模型）

## 临界值模型的假设
- 个体行为能够通过一个不可观察的（隐藏）变量yn*来调控
- yn*线性依赖于协变量
- 二元变量假定依赖于yn*的水平
- 不可观察的临界值c在识别基础o.B.d.A上设为0
- 分布函数F(·)是逻辑正态分布或者正态分布
- Logit模型：{\displaystyle \mathrm {P} (y_{n}=1|x_{n})={\frac {\exp(b_{0}+b_{1}X_{1}+\dots +b_{k}X_{k})}{1+\exp(b_{0}+b_{1}X_{1}+\dots +b_{k}X_{k})}}}
- Probit模型：

## 随机效用模型的假设
- 存在r≥2个未排序的对象，在其中个体中于该时点选出一个
- 每个对象有自己的效用
- 效用不能完整的观察，